# Liste der Kulturdenkmale in Waltershausen-Wahlwinkel

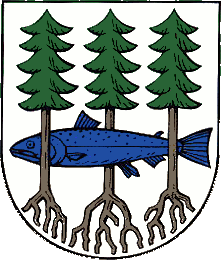

Die Liste der Kulturdenkmale in Wahlwinkel enthält die Kulturdenkmale, die am 29. Juni 2023 in der Denkmalliste der unteren Denkmalschutzbehörde des Landkreises Gotha zu Wahlwinkel, Ortsteil von Waltershausen, verzeichnet waren.

## Legende
- Bild: zeigt ein Bild des Kulturdenkmals und gegebenenfalls einen Link zu weiteren Fotos des Kulturdenkmals im Medienarchiv Wikimedia Commons
- Bezeichnung: Name, Bezeichnung oder die Art des Kulturdenkmals
- Lage: Wenn vorhanden Straßenname und Hausnummer des Kulturdenkmals; Grundsortierung der Liste erfolgt nach dieser Adresse. Der Link Karte führt zu verschiedenen Kartendarstellungen und nennt die Koordinaten des Kulturdenkmals.
 Kartenansicht, um Koordinaten zu setzen – in dieser Kartenansicht sind Kulturdenkmale ohne Koordinaten mit einem roten bzw. orangen Marker dargestellt und können in der Karte gesetzt werden. Kulturdenkmale ohne Bild sind mit einem blauen bzw. roten Marker gekennzeichnet, Kulturdenkmale mit Bild mit einem grünen bzw. orangen Marker.
- Datierung: gibt das Jahr der Fertigstellung beziehungsweise das Datum der Erstnennung oder den Zeitraum der Errichtung an
- Beschreibung: bauliche und geschichtliche Einzelheiten des Kulturdenkmals, vorzugsweise die Denkmaleigenschaften
- ID: Die ID identifiziert das Kulturdenkmal eindeutig. In Thüringen sind aktuell keine IDs veröffentlicht. In der ID-Spalte kann sich auch folgendes Icon  befinden, dies führt zu Angaben zu diesem Kulturdenkmal bei Wikidata.

## Einzeldenkmale
| Bild                                    | Bezeichnung          | Lage                             | Datierung | Beschreibung                                                                             | ID |
| --------------------------------------- | -------------------- | -------------------------------- | --------- | ---------------------------------------------------------------------------------------- | -- |
| weitere Bilder Fotos hochladen          | Kirche St. Gotthard  | Friedrichrodaer Straße 4 (Karte) | 1828      | Kirche St. Gotthard einschl. Ausstattung, Kirchhof und Einfriedung, Turm mittelalterlich |    |
| Direkt Bild zu diesem Denkmal hochladen | Wohnhaus             | Friedrichrodaer Straße 4         |           | Wohnhaus                                                                                 |    |
| Direkt Bild zu diesem Denkmal hochladen | Wohnhaus und Torhaus | Friedrichrodaer Straße 4         |           | Wohnhaus                                                                                 |    |
| Direkt Bild zu diesem Denkmal hochladen | Wohnhaus             | Friedrichrodaer Straße 5         |           | Wohnhaus                                                                                 |    |
| Direkt Bild zu diesem Denkmal hochladen | Ehemaliges Pfarrhaus | Friedrichrodaer Straße 9         |           | Ehemaliges Pfarrhaus                                                                     |    |
| Direkt Bild zu diesem Denkmal hochladen | Ehemalige Schule     | Friedrichrodaer Straße 17        |           | Ehemalige Schule                                                                         |    |
| Direkt Bild zu diesem Denkmal hochladen | Hofanlage            | Friedrichrodaer Straße 49        |           | Hofanlage                                                                                |    |
| Direkt Bild zu diesem Denkmal hochladen | Hofanlage            | Friedrichrodaer Straße 54        |           | Hofanlage                                                                                |    |
| Direkt Bild zu diesem Denkmal hochladen | Hofanlage            | Friedrichrodaer Straße 56        |           | Hofanlage                                                                                |    |

## Sachgesamtheiten
| Bild            | Bezeichnung     | Lage                      | Datierung | Beschreibung                                             | ID |
| --------------- | --------------- | ------------------------- | --------- | -------------------------------------------------------- | -- |
| Fotos hochladen | Denkmalensemble | Friedrichrodaer Str. 2-72 |           | Denkmalensemble (kennzeichnendes Straßen- und Platzbild) |    |